# Josh Norman
Josh Norman (Greenwood, 15 dicembre 1987) è un giocatore di football americano statunitense che milita nel ruolo di cornerback per i San Francisco 49ers della National Football League (NFL). Fu scelto nel corso del quinto giro (143º assoluto) del Draft NFL 2012 dai Carolina Panthers. Al college ha giocato a football a Coastal Carolina.

## Carriera

### Carolina Panthers
Considerato uno tra i migliori prospetti tra i cornerback disponibili nel Draft 2012, Norman fu scelto nel corso del quinto giro dai Carolina Panthers. Disputò una stagione da rookie positiva scendendo in campo in tutte le 16 gare, di cui 12 come titolare, mettendo a segno 73 tackle, 7 passaggi deviati e un intercetto nella gara contro i Chicago Bears della settimana 8.

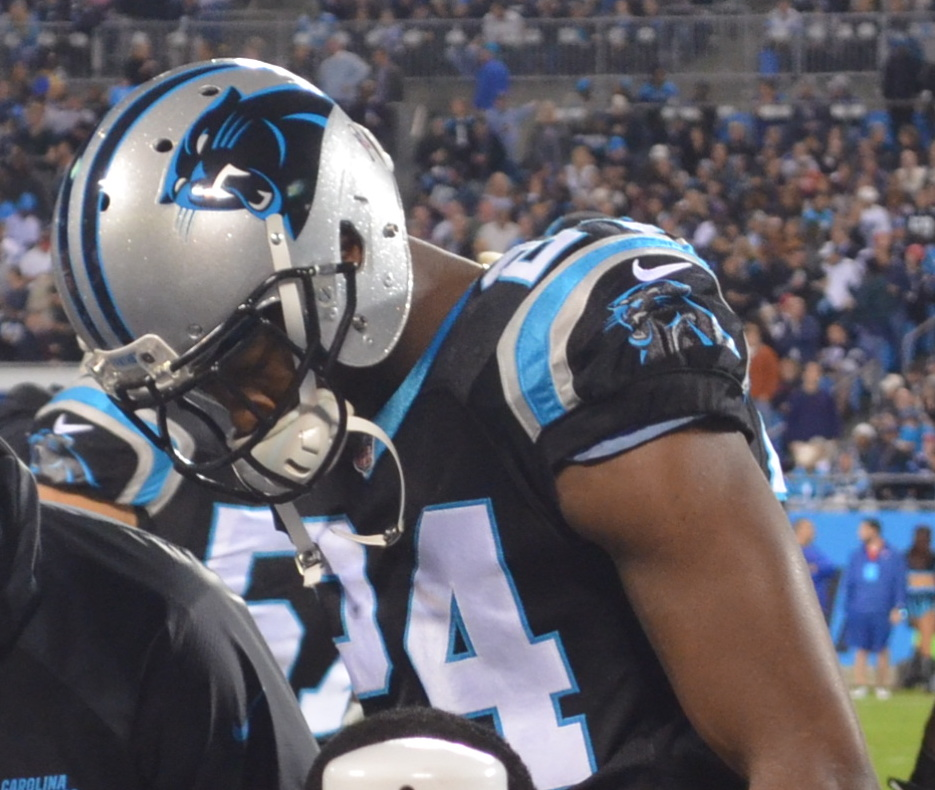
Norman nel 2013 coi Panthers

La stagione della consacrazione per Norman fu quella del 2015. Nella prima gara ritornò un intercetto su Blake Bortles in touchdown, contribuendo alla vittoria sui Jacksonville Jaguars. Due settimane dopo, con un intercetto a un minuto e 9 secondi dal termine su Luke McCown sigillò la vittoria della sua squadra sui Saints. Quattro giorni dopo, fu premiato come miglior difensore della NFC del mese. Nella settimana 4, Norman segnò il suo secondo touchdown stagionale quando ritornò il pallone per 46 yard su un intercetto su Jameis Winston. La sua prova si concluse con quattro tackle, due intercetti e tre passaggi deviati, che gli valsero il premio di difensore della NFC della settimana. A fine stagione, Norman fu convocato per il primo Pro Bowl in carriera ed inserito nel First-team All-Pro dopo avere terminato con i nuovi primati personali in intercetti (4), passaggi deviati (18), fumble forzati (3) e touchdown (2), oltre a 56 tackle. Carolina terminò con il miglior record della NFL, 15-1. Nel secondo turno di playoff, Norman mise a segno un sack su Russell Wilson nella vittoria sui Seattle Seahawks che riportò i Panthers in finale di conference dopo dieci anni. Il 7 febbraio 2016 partì come titolare nel Super Bowl 50, dove i Panthers furono sconfitti per 24-10 dai Denver Broncos.
Il 1º marzo 2016, i Panthers applicarono su Norman la franchise tag. A sorpresa però, il 20 aprile il club la rescisse, rendendo il giocatore free agent e libero di firmare con qualsiasi altra squadra.

### Washington Redskins
Il 22 aprile 2016, Norman firmò con i Washington Redskins un contratto quinquennale del valore di 75 milioni di dollari, inclusi 50 milioni garantiti, che lo rese il cornerback più pagato della lega. Dopo un solo intercetto nelle prime 14 gare, ne fece registrare due nel penultimo turno su Matt Barkley nella vittoria sui esterna sui Bears. L'anno seguente disputò come titolare 14 partite ma per la prima volta dal 2013 non fece registrare alcun intercetto, dimezzando inoltre il numero di passaggi deviati rispetto alle due annate precedenti.
Il 14 febbraio 2020 Norman fu svincolato a causa del calo delle prestazioni in campo: nelle prime sei annate in carriera aveva concesso solamente 13 touchdown agli avversari diretti, contro i 16 delle ultime due.

### Buffalo Bills
Il 9 marzo 2020 Norman firmò con i Buffalo Bills un contratto annuale del valore di 8 milioni di dollari. Nell'ultimo turno della stagione contro i Miami Dolphins fece registrare il primo intercetto ritornato in touchdown dal 2015.

### San Francisco 49ers
Il 6 settembre 2021 Norman firmò con i San Francisco 49ers.

## Palmarès

### Franchigia
- National Football Conference Championship: 1

Carolina Panthers: 2015

### Individuale
- Convocazioni al Pro Bowl: 1

2015
- First-team All-Pro: 1

2015
- Difensore della NFC del mese: 1

settembre 2015
- Difensore della NFC della settimana: 1

4ª del 2015